# Т-4 (самолёт)

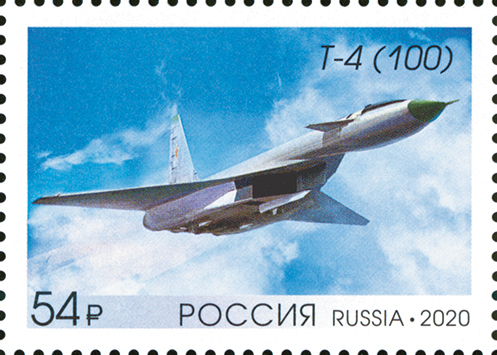
Почтовая марка 2020 год. Россия

Т-4 («изделие 100», или «сотка») — ударно-разведывательный бомбардировщик-ракетоносец ОКБ Сухого (на Западе он считается советским аналогом более раннего американского бомбардировщика-ракетоносца XB-70 «Валькирия» и называется соответственно «Русская Валькирия»). Т-4 предназначался для уничтожения авианосных ударных групп противника и ведения стратегической разведки.
Министерством обороны была поставлена задача разработать новый авиационный комплекс, предназначенный для «разведки, поиска и уничтожения малоразмерных, неподвижных и подвижных морских и сухопутных целей» с дальностью полёта примерно 7000 км. Этот самолёт планировалось использовать для уничтожения авианосных ударных групп вероятного противника, а также ведения стратегической разведки.
Отличительной особенностью проекта Т-4 было обеспечение высокой скорости полёта — до 3200 км/ч, что значительно снижало уязвимость самолёта от средств ПВО противника.
Традиционно в КБ Сухого, воссозданном в 1953 году, программы проектирования разделялись на две группы: «программа Т» («треугольное крыло») и «программа С» («стреловидное крыло») — отсюда и происходят индексы опытно-экспериментальных самолётов.

## История проекта
Проект 100 создавался в конкурсе, основная задача которая была в разработке — развитие нового сверхзвукового истребителя авианосцев.
В конкурсе участвовали: КБ Сухого (Т-4), КБ Туполева (Ту-135), Яковлева (Як-33 или Як-35). Конкурс выиграл Т-4. Самолёт должен был нести две крылатые ракеты Х-45. Т-4 был во многом новаторским самолётом — корпус с применением титановых сплавов, новейшая электроника, новые принципы управления. Только изобретений по Т-4 было более шестисот. Собирался самолёт на Тушинском машиностроительном заводе.
Осенью 1971 года построен опытный Т-4. 22 августа 1972 года ведущий лётчик-испытатель ОКБ Сухого В. С. Ильюшин и штурман Н. А. Алфёров совершили первый полёт. Начало испытаний оказалось успешным, военные были довольны и заказали Сухому партию в 250 машин, которые планировалось построить в наступающей пятилетке. До января 1974 года совершено 10 полётов. Достигнута скорость M=1,36 на высоте 12 000 м.
28 февраля 1976 года вышел приказ Министра авиационной промышленности СССР Дементьева о закрытии «изделия 100» в целях сосредоточения сил и средств на разработку Ту-160. После этого ОКБ Сухого представило смету по расходам на Т-4, которая составила фантастическую по тем временам сумму 1,3 млрд рублей. В дальнейшем разрабатывались варианты Т-4М (главные изменения заключались в изменяемой стреловидности крыла, переработанной силовой установке) и Т-4МС (фактически уже другая машина, от первоначального облика самолёта мало что оставалось), но и они были отвергнуты. Место Т-4М сперва занял Ту-22, затем Ту-22М, а Т-4МС — М-18 ОКБ Мясищева, а позже — Ту-160. Существовал проект пассажирского варианта Т-4, конкурентный реализованному Ту-144. Модифицированная Т-4 также рассматривалась в качестве самолёта-разгонщика для авиационно-космической системы «Спираль».
Закрытие проекта связывается с несколькими проблемами (ни одна из них не подтверждена, но и не опровергнута):
1. Изменения технических требований к машине и загруженностью КБ Сухого разработкой Т-10 (Су-27).
2. ВВС и оборонный отдел ЦК КПСС посчитали проект неперспективным.
3. У КБ Сухого не было производственных мощностей для проведения расширенных государственных испытаний Т-4. Базовый для КБ Тушинский машиностроительный завод такой заказ исполнить не мог, предполагавшийся для этого Казанский авиационный завод Сухому передан не был. Как только стало готовиться постановление о подготовке Казанского авиационного завода к сборке установочной партии Т-4, А. Н. Туполев, понимая, что он теряет серийный завод, на котором выпускали Ту-22, предложил инициативную его модификацию Ту-22М, для чего, якобы, незначительно перепрофилировать производство. Ту-22М был разработан как абсолютно новый самолёт, но решение о передаче казанского завода Сухому в своё время принято не было.
4. Самолёт получился очень дорогим, но всё-таки подъёмным проектом в силу новейших технологий ОКБ Сухого по сокращению отходов титана в производстве и его сварке[8], чего не умели тогда делать другие предприятия. К тому же Т-4 и не требовалось производить массово.
5. В 1969 году представлены новые тактико-технические требования ВВС к перспективному многорежимному стратегическому самолёту. На тот момент находившийся в разработке Т-4 по своим ЛТХ уже не отвечал этим требованиям, поэтому в КБ Сухого началась работа над вариантом самолёта с крылом изменяемой стреловидности — Т-4М. Затем разработан проект Т-4МС («изделие 200»), который существенно отличался от первоначального Т-4. В 1972 году Т-4МС участвовал в конкурсе на новый стратегический бомбардировщик, но лучшим признан проект М-18 ОКБ Мясищева.[9]

Единственный сохранившийся экземпляр находится в Центральном музее Военно-воздушных сил РФ.

## Конструкция[5]
Т-4 выполнен по схеме бесхвостка с треугольным крылом с тонкой передней кромкой и передним горизонтальным оперением. Экипаж самолёта состоит из двух человек. В конструкции самолёта активно использованы титановые сплавы, нержавеющая и конструкционная сталь.

##### Планер
Планер самолёта состоит из следующих агрегатов: фюзеляж, гондолы двигателей, крыло, переднее горизонтальное оперение, киль, основные и передняя опоры шасси. Агрегаты планера также делятся на технологические отсеки.
Фюзеляж состоит из семи основных отсеков: отклоняемая носовая часть, кабинный отсек, приборный отсек, отсек центрального топливного бака, хвостовой отсек и отсек хвостового парашюта.
В отклоняемой носовой части фюзеляжа под радиопрозрачным обтекателем установлены антенна и блоки РЛС, также здесь расположены стеллажи с блоками пилотажно-навигационной системы, системы управления оружием и агрегаты системы кондиционирования. Здесь же размещена штанга дозаправки самолёта топливом в воздухе.
В верхней части кабинного отсека фюзеляжа тандемно были расположены кабины лётчика и штурмана. Каждая кабина имела собственный откидной люк, предназначенный для аварийного покидания самолёта и посадки экипажа на свои рабочие места. Аварийное спасение лётчика и штурмана осуществлялось катапультными креслами, которые обеспечивали безопасное покидание самолёта во всём диапазоне скоростей и высот полёта. В подкабинных отсеках установлены системы жизнеобеспечения экипажа и система охлаждения и кондиционирования.
Фюзеляж в зоне приборного отсека имеет круглое сечение диаметром два метра и длиной почти семь метров. Отсек выполнен герметичным с теплоизоляционным покрытием по всей поверхности отсека, здесь установлена основная часть радиоэлектронного оборудования.
Отсек центрального топливного бака расположен за приборным отсеком и содержит топливные баки-отсеки, которые соединены между собой системой трубопроводов. Над баками расположен гаргрот, в котором находятся основные транзитные коммуникации самолёта. Гаргрот имеет форму полуцилиндра.
В хвостовой части размещается хвостовой отсек, в котором находится четырёхугольная парашютно-тормозная установка. Створки парашютно-тормозной установки при приземлении раскрываются в стороны.
Крыло самолёта состоит из центроплана и двух отъёмных консолей крыла. В консолях крыла размещены исполнительные органы системы управления элевонами и бортовые аэронавигационные огни.
Гондола с четырьмя турбореактивными двигателями размещена под центропланом. Двигатели с противопожарными перегородками занимали хвостовую часть гондолы. В носке передней части гондолы установлены регулируемые створки воздухозаборника. В носке передней части размещена ниша передней опоры шасси. За нишей расположен отсек оборудования, в котором находятся агрегаты самолётных систем. В центральной части гондолы, между воздушными каналами, находится расходный топливный бак. По бокам центральной части гондолы под центропланом расположены левая и правая ниши главных опор шасси.
Оперение бомбардировщика выполнено по схеме «утка» с передним расположением горизонтального оперения и треугольным крылом. Переднее горизонтальное оперение необходимо для обеспечения продольной балансировки самолёта. В киле размещены агрегаты радиоэлектронных комплексов, тросы и исполнительные органы системы управления рулём направления. Вертикальное оперение обеспечивало минимальную величину запаса путевой устойчивости, а требуемые характеристики устойчивости и управляемости обеспечивались системой электродистанционного управления.
Шасси — трёхопорное с носовым колесом. Шасси самолёта обеспечивало возможность взлёта и посадки с аэродромов 1-го класса с бетонным покрытием. Основные стойки шасси имели двухосные тележки с четырьмя тормозными колёсами, на каждом колесе была спаренная шина. Носовая опора имеет рычажно-подвешенные спаренные колёса со стартовыми тормозами.

##### Силовая установка
Двигатель: четыре турбореактивных двигателя РД-36-41, тягой 16 500 кгс каждый, которые размещены в одной гондоле. На каждую пару двигателей приходится один воздухозаборник. На самолёте впервые в советской практике авиастроения был применён сверхзвуковой регулируемый воздухозаборник смешанного сжатия с автозапуском для расчётного числа М = 3,0. Применённое на двигателях многорежимное сверхзвуковое сопло имеет три венца подвешенных створок, образующих дозвуковую и сверхзвуковую части сопла, которое обеспечивает высокую эффективность тяги во всех диапазонах скоростей полёта.
Топливная система состоит из системы топливопитания — заправки топливом на земле и в воздухе, системы аварийного сброса топлива, системы наддува баков нейтральным газом и системы перекачки топлива, обеспечивающей заданную центровку самолёта. Все агрегаты топливной системы выполнены теплостойкими. Топливные баки расположены в фюзеляже и в центроплане. Для Т-4 был разработан новый сорт термостабильного топлива РГ-1 (нафтил).
На самолёте установлена электрическая дистанционная следящая система управления двигателями, работающая в ручном режиме и от автомата тяги. Также силовая установка самолёта включает в себя системы пожаротушения, охлаждения, защиты воздухозаборников от обледенения, запуска двигателей на земле и в воздухе, автоматического регулирования воздухозаборников.

##### Самолётные системы и оборудование
Система электроснабжения — основная система электроснабжения самолёта — система трёхфазного переменного тока напряжением 220/115 В и частотой 400 Гц. Источник тока — четыре синхронных генератора с масляным охлаждением 60 кВт каждый. Стабилизация частоты обеспечивается работой генератора с гидравлическим приводом постоянных оборотов. Питание потребителей постоянного тока 27 В и переменного 36 В частотой 400 Гц осуществляется с помощью четырёх выпрямительных устройств и двух трёхфазных трансформаторов. Аварийные источники питания — три аккумуляторные батареи и преобразователь.
Гидросистема: питание системы управления самолётом и других систем обеспечивалось двухканальной гидросистемой с применением новой высокотемпературной жидкости ХС-2-1. Впервые давление в системе подняли до 280 атмосфер. На самолёте применено четырёхкратное резервирование автоматической системы управления самолётом.
Система жизнеобеспечивания состоит из системы кислородного обеспечивания, кондиционирования воздуха и спецснаряжения экипажа.
Кислородная система — два газификатора жидкого кислорода и регуляторы бортового унифицированного комплекта кислородных приборов.
Система кондиционирования воздуха замкнутого типа с применением топлива в качестве первичного хладогента для создания необходимых температурных условий в гермокабине и отсеках оборудования.
Основным видом снаряжения экипажа является скафандр.
Радиоэлектронное оборудование: самолёт Т-4 оснащён несколькими комплексами радиоэлектронного оборудования:
1. Навигационное — на базе астроинерциальной системы с индикацией на планшете и многофункциональными пультами управления, обеспечивает непрерывное определение местоположения самолёта в пространстве, выдачу навигационных данных в систему автоматического управления, выдачу пилотажной информации экипажу, взаимодействуя при этом с радиоэлектронным комплексом самолёта.
2. Прицельное — на базе радиолокатора переднего обзора с большой дальностью обнаружения, для управления ракетами класса «воздух — поверхность».
3. Разведка — включает в себя оптические, инфракрасные, радиотехнические датчики и впервые применявшуюся радиолокационную станцию бокового обзора.

Самолёт предполагалось оснастить системой автоматического обхода наземных препятствий при полёте на малой высоте.
Комплексирование и автоматизация управления бортовым оборудованием были столь высоки, что позволили ограничить экипаж самолёта лётчиком и штурманом-оператором.

##### Вооружение
Вооружение Т-4 состояло из двух гиперзвуковых противокорабельных ракет дальностью пуска 500 км, размещаемых на двух подкрыльевых узлах навески. Свободно падающие бомбы были расположены в сбрасываемом подфюзеляжном контейнере. Интегральная бортовая система самолёта позволяла иметь автономную информацию о целевой обстановке и поражать цели, не заходя в зону ПВО противника.

## Тактико-технические характеристики

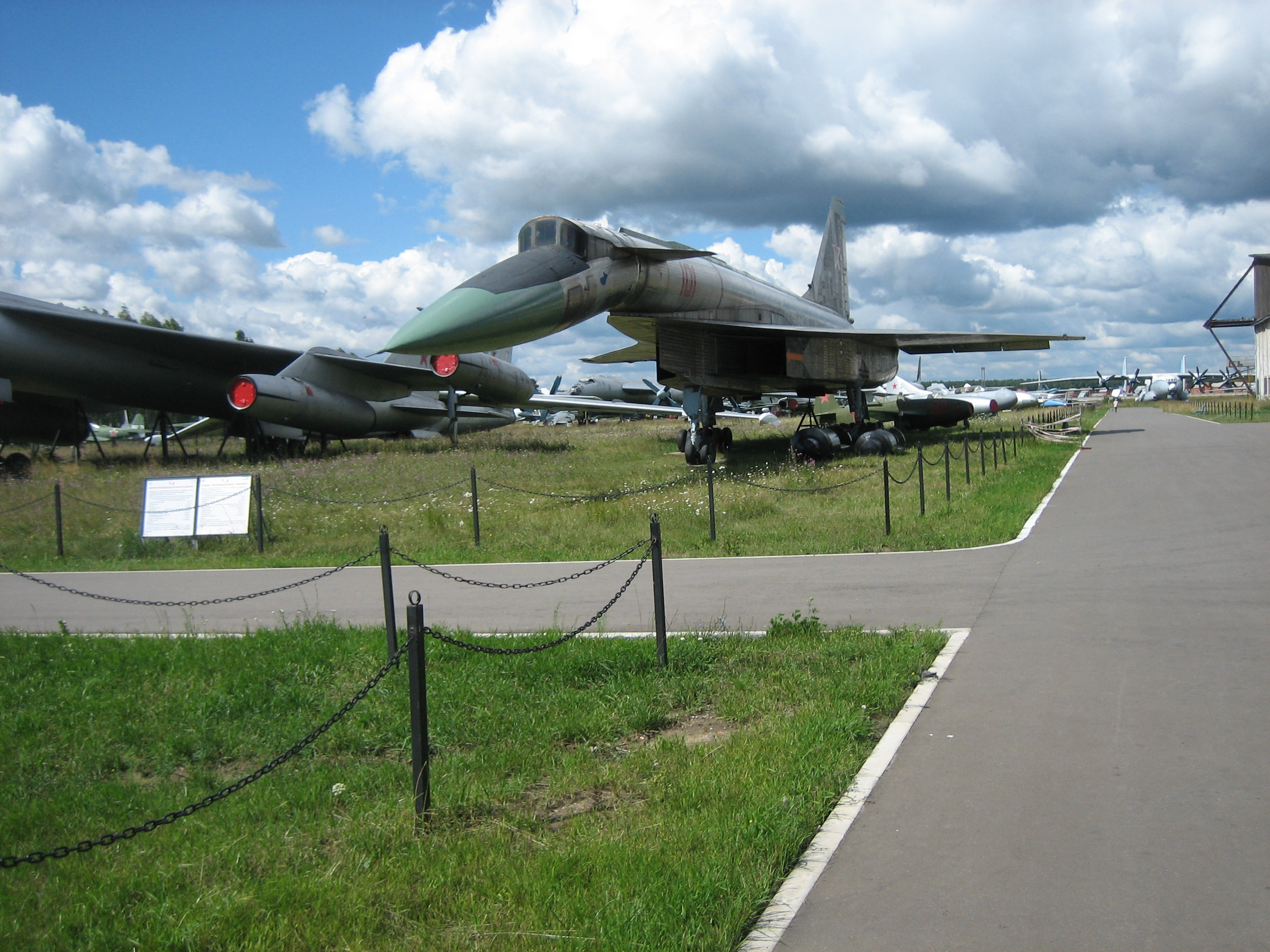
Т-4 в Монино

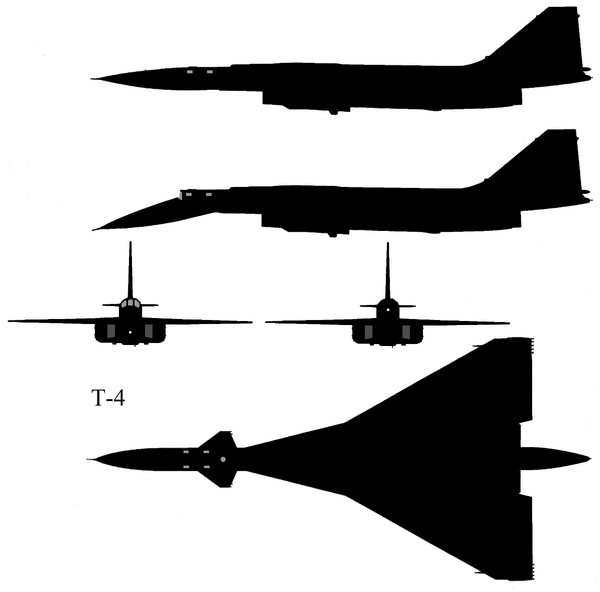
Схема Т-4 (Изделие «100», «Сотка»)

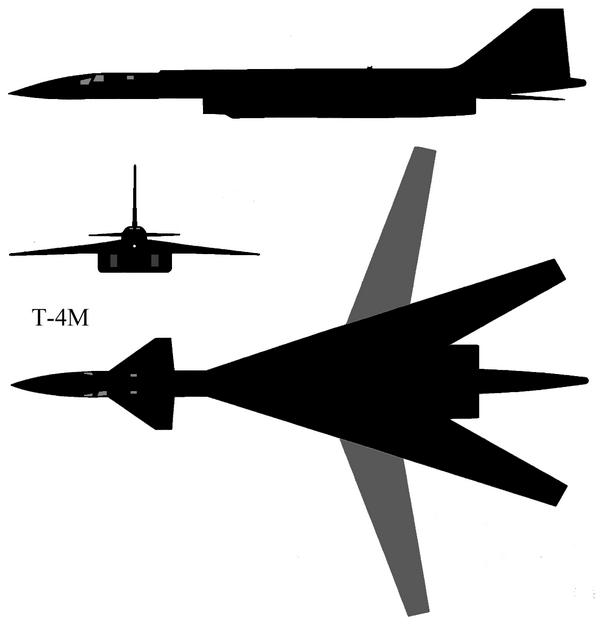
Схема варианта Т-4М (Изделие «100 И»)

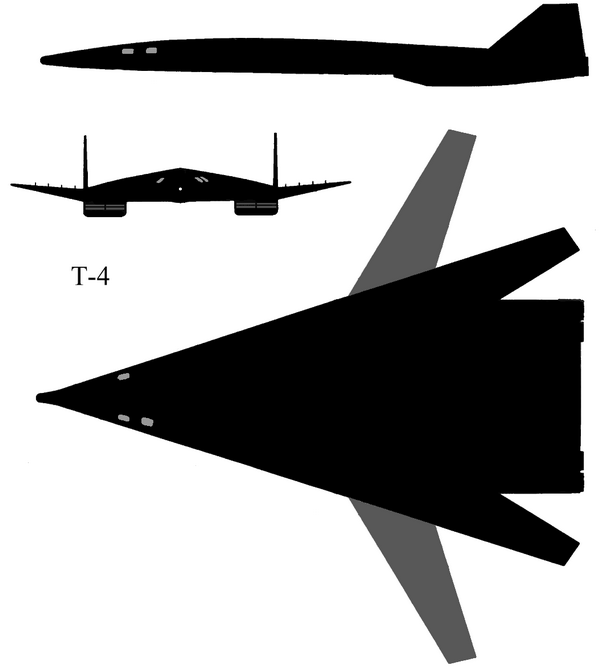
Схема варианта Т-4МС (Изделие «200», «Двухсотка»)

Для вариантов Т-4М и Т-4МС даны только расчётные данные. Для базовой модификации Т-4 часть данных также является расчётной.
| ТТХ Т-4 различных модификаций          |                  |                     |                      |
| Характеристика                         | Т-4              | Т-4М                | Т-4МС                |
| Технические характеристики             |                  |                     |                      |
| Экипаж                                 | 2                | 3                   | 3                    |
| Длина, м                               | 44,5             | н/д                 | 41,2                 |
| Высота, м                              | 11,2             | н/д                 | 8,0                  |
| Размах крыла, м                        | 22,7             | н/д                 | 40,8 / 25,0          |
| Коэффициент удлинения крыла            | н/д              | н/д                 | 3,3 / 1,4            |
| Угол стреловидности по передней кромке | н/д              | н/д                 | 30° / 72°            |
| Площадь крыла, м²                      | 295,7            | н/д                 | 506,8 / 482,3        |
| База шасси, м                          | н/д              | н/д                 | 12,0                 |
| Колея шасси, м                         | н/д              | н/д                 | 6,0                  |
| Масса пустого, кг                      | 55 600           | н/д                 | 123 000              |
| Масса снаряжённого, кг                 | 57 000           | 49 000              | н/д                  |
| Нормальная взлётная масса, кг          | 114 000          | 131 000             | 170 000              |
| Максимальная взлётная масса, кг        | 135 000          | 145 000             | 170 000              |
| Масса топлива, кг                      | 57 000           | 82 000              | 97 000               |
| Двигатель                              | 4× РД36-41       | 4× РД36-41          | 4× НК-101            |
| Тяга, кгс                              | 4× 16 150        | 4× 16 150           | 4× 20 000            |
| Лётные характеристики                  |                  |                     |                      |
| Максимальная скорость, км/ч            | 3200 (расчётная) | 3200 (расчётная)    | 3200 (расчётная)     |
| Крейсерская скорость, км/ч             | 3000 (расчётная) | 850—900 / 3000      | 3000-3200 / 800—900  |
| Практическая дальность, км             | 6000             | 7000 / 10 000       | 9000 / 14 000        |
| Перегоночная дальность, км             | 7000             | н/д                 | н/д                  |
| Практический потолок, м                | 25 000           | 23 000              | 24 000               |
| Длина разбега, м                       | 950—1050         | н/д                 | 1100                 |
| Длина пробега, м                       | 800—900          | н/д                 | 950                  |
| Нагрузка на крыло, кг/м²               | 184              | н/д                 | 335                  |
| Тяговооружённость                      | 0,56             | н/д                 | 0,47                 |
| Аэродинамическое качество              | н/д              | н/д                 | 17,5 / 7,3           |
| Вооружение                             |                  |                     |                      |
| Боевая нагрузка, кг                    | н/д              | 4000 / 18000        | 9000 / 45000         |
| Ракеты                                 | 2× Х-45          | 2× Х-45 или 8× Х-15 | 4× Х-45 или 24× Х-15 |

Т-4 интересен тем, что после взлёта и подъёма носового обтекателя в рабочее положение (для сверхзвукового полёта) экипаж мог смотреть вперёд только через перископ, остекление кабины давало возможность смотреть только вбок-вверх через 4 иллюминатора, так как, в отличие от Ту-144, носовой обтекатель остекления не имел. 